# Raimondas Rumšas
Raimondas Rumšas (Šilutė, 14 de gener de 1974) va ser un ciclista lituà, que fou professional entre 1996 i 2004. Les seves principals victòries foren la Volta a Llombardia de 2000 i la Volta a Euskadi de 2001. Fou el sorprenent tercer classificat del Tour de França de 2002, sent aquest el seu millor resultat en una gran volta.
S'ha vist implicat en diversos casos de dopatge durant la seva carrera, sent el més sonat el que es produí durant la disputa del Tour de França de 2002, quan al cotxe de la seva dona, Edita Rumšas, se li van trobar substàncies dopants. Ella alegà que eren medicines per a la seva mare, però el 2006 ambdós foren sancionats per la justícia francesa a quatre mesos de presó condicional per a la importació de substàncies dopants.

## Palmarès
- 1994
  - 1r a la Cursa de Solidarność i els Atletes Olímpics
- 1996
  - 1r al Memorial Andrzej Trochanowski
  - Vencedor d'una etapa de la Cursa de Solidarność i els Atletes Olímpics
- 1997
  - Vencedor d'una etapa de la Commonwealth Bank Classic
  - Vencedor d'una etapa de la Cursa de Solidarność i els Atletes Olímpics
- 1998
  - Vencedor de 3 etapes de la Commonwealth Bank Classic
  - Vencedor de 2 etapes de la Cursa de la Pau
  - Vencedor d'una etapa del Tour de Hessen
- 1999
  -  Campió de Liutània en contrarellotge
  - 1r a la Settimana Ciclistica Lombarda i vencedor d'una etapa
  - 1r al Baltyk-Karkonosze Tour i vencedor d'una etapa
  - Vencedor de 3 etapes de la Commonwealth Bank Classic
  - Vencedor de 2 etapes de la Volta a Polònia
  - Vencedor d'una etapa del Prudencial Tour
  - Vencedor d'una etapa de la Cursa de la Pau
  - Vencedor d'una etapa del Circuit des Mines
- 2000
  - 1r a la Volta a Llombardia
  - 1r al Trittico Lombardo
- 2001
  -  Campió de Liutània en ruta
  - Campió dels Països Bàltics
  - 1r a la Volta a Euskadi i vencedor d'una etapa
- 2005
  -  Campió de Liutània en contrarellotge

### Resultats al Tour de França
- 2002. 3r de la classificació general

### Resultats al Giro d'Itàlia
- 2003. 6è de la classificació general

### Resultats a la Volta a Espanya
- 2000. 5è de la classificació general